# Різанина в Бієліні
Різанина в Бієліні (босн. Masakr u Bijeljini) — масове вбивство мирних жителів боснійського міста Бієліна з боку сербських воєнізованих угруповань 1–2 квітня 1992 року на самому початку міжетнічної війни в цій тодішній югославській республіці. Більшість убитих були босняками (боснійськими мусульманами). Також були вбиті представники інших національностей, наприклад серби, яких місцева влада визнала нелояльними. Вбивство скоїла місцева воєнізована група, відома як «четники Мірка» та базоване в Сербії напіввійськове формування «Сербська добровольча гвардія» (СДГ), також відома як «Тигри Аркана», якою верховодив Желько Ражнатович (він же Аркан). Діяльність СДГ координувала Югославська Народна Армія, яку контролював президент Сербії Слободан Милошевич.

## Історія
У вересні 1991 року боснійські серби проголосили сербську автономну область (САО) Північно-Східна Боснія зі столицею в Бієліні. У березні 1992 року в республіці пройшов референдум про незалежність Боснії і Герцеговини, підтриманий переважною більшістю боснійських мусульман і боснійських хорватів, тоді як боснійські серби або бойкотували його, або зіштовхнулися з протидією їхній участі з боку органів влади боснійських сербів. У відповідь на появу самопроголошеного утворення боснійських сербів було створено слабоорганізоване місцеве воєнізоване формування босняків під назвою Патріотична ліга. 31 березня Патріотичну лігу в Бієліні місцеві серби та СДГ втягнули у збройне протистояння. 1–2 квітня СДГ і ЮНА за незначного опору зайняли місто, після чого трапилися вбивства, зґвалтування, обшуки в оселях і мародерства. Ці дії історик, професор Міського коледжу Нью-Йорка Ерік Д. Вайц охарактеризував як геноцидні. Професор Чиказького університету Майкл Селлс дійшов висновку, що вони були спрямовані на те, щоб стерти культурну історію населеної до війни переважно босняками Бієліни.
Приблизно 3 квітня сербські війська прибрали тіла жертв різанини в очікуванні прибуття урядової боснійської делегації, покликаної розслідувати те, що трапилося. Міжнародний трибунал для колишньої Югославії і сербська прокуратура з воєнних злочинів змогли засвідчити від 48 до 78 загиблих. Післявоєнні розслідування задокументували смерть трохи більше ніж 250 мирних жителів усіх національностей у громаді Бієліна упродовж війни. Після різанини проводилася кампанія масових етнічних чисток «несербських» народів, було знищено всі мечеті та створено дев'ять таборів примусового затримання. Чимало загиблих у Бієліні не потрапили до офіційного обліку цивільних жертв війни, а в їхніх свідоцтвах про смерть значиться, що вони «померли природною смертю».
Станом на грудень 2014, за ці вбивства місцеві суди не притягли до відповідальності нікого, і жоден член СДГ не постав перед судом за будь-які злочини, скоєні підрозділом у Бієліні чи в інших місцях Боснії та Герцеговини або Хорватії. МТКЮ притягнув до кримінальної відповідальності Мілошевича, звинувативши його у проведенні кампанії геноциду, яка охоплювала Бієліну та інші місця, але той помер під час судового процесу. Керівники Республіки Сербської Біляна Плавшич і Момчило Країшник були засуджені за депортації та примусові перевезення в ході етнічних чисток, які відбулися після різанини. Колишнього президента Республіки Сербської Радована Караджича засудили за різанину та інші злочини проти людства, скоєні в Бієліні. Наприкінці війни із довоєнного босняцького населення громади, яке становило 30 000 осіб, залишилося менш ніж 2700. Серби Бієліни відзначають 1 квітня як «День оборони міста», а на честь СДГ названо в місті вулицю.